# Anatolij Kon'kov
Anatolij Dmytrovyč Kon'kov (in ucraino Анатолій Дмитрович Коньков?; in russo Анатолий Дмитриевич Коньков?, Anatolij Dmitrievič Kon'kov; Krasnyj Luč, 19 settembre 1949 – Kiev, 4 ottobre 2024) è stato un calciatore, allenatore di calcio e dirigente sportivo sovietico.

## Biografia
Anatolij Kon'kov nacque a Chrustal'nyj il 19 settembre 1949, all'epoca in Unione Sovietica.
Durante la sua carriera da giocatore rappresentò l'Unione Sovietica nel ruolo di centrocampista, raggiungendo con la nazionale la finale del campionato europeo del 1972, mentre con la Dinamo Kiev vinse la Coppa delle Coppe 1975.
Divenuto allenatore dopo la fine della carriera, divenne anche dirigente sportivo e presidente della federazione calcistica ucraina.

## Carriera

### Club
Durante la sua carriera ha giocato principalmente con Šachtar e Dinamo Kiev.

### Nazionale
Conta 47 presenze ed 8 reti con la Nazionale sovietica.

## Palmarès

### Giocatore
- Campionato sovietico: 4

Dinamo Kiev: 1975, 1977, 1980, 1981
- Coppa dell'Unione Sovietica: 1

Dinamo Kiev: 1978
- Supercoppa dell'URSS: 1

Dinamo Kiev: 1980
- Coppa delle Coppe: 1

Dinamo Kiev: 1974-1975
- Supercoppa UEFA: 1

Dinamo Kiev: 1975